# Грабина
Гра́бина — село в Україні, у Золочівському районі Львівської області. Населення становить 68 осіб. Орган місцевого самоврядування - Буська міська рада.
У селі стоїть 2 каплички, одна в середині села, а друга в полі біля села.
Висота села над рівнем моря 249 метрів.